# Sen czerwonego pawilonu

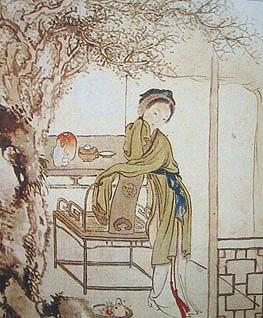
Ilustracja do Honglou Meng autorstwa Xu Baozhuana z 1810 r.

Sen czerwonego pawilonu (chiń. upr. 红楼梦; chiń. trad. 紅樓夢; pinyin Hónglóu Mèng) znana też jako Opowieść kamienia (chiń. upr. 石头记; chiń. trad. 石頭記; pinyin Shítóu jì) – XVIII-wieczna powieść chińska autorstwa Cao Xueqina, jedna z czterech klasycznych powieści chińskich.

Poza Chinami powieść znana była tylko z pośrednich lub fragmentarycznych przekazów. Upowszechnił ją dopiero pierwszy wartościowy przekład dokonany przez D. Hawkesa i J. Minforda wydany w pięciu tomach przez Penguin Books z tytułem The Story of the Stone.

## Charakterystyka
Powieść uznawana jest za najwybitniejszy utwór chińskiego powieściopisarstwa.
Jest to wielowątkowe, panoramiczne dzieło łączące w sobie elementy powieści obyczajowej, miłosnej, psychologicznej i autobiograficznej. Znawcy oceniają utwór jako "sumę dawnej kultury chińskiej".

## Treść
Historia rozkwitu i upadku arystokratycznego rodu Jia, na tle realistycznego obrazu społeczeństwa chińskiego XVIII w.
Centralną część utworu stanowią dzieje emocjonalnego dojrzewania głównego bohatera, Jia Baoyu, i jego niespełnionej miłości do Lin Daiyu. Jia Baoyu poddaje się woli rodziców i poślubia inną dziewczynę, Lin Daiyu zaś umiera. W konsekwencji Baoyu zrywa ze swoją rodziną i wybiera pustelnicze życie. Wątek nieszczęśliwej miłości cieszył się ogromną popularnością wśród emancypującej się młodzieży w XX w., która domagała się prawa swobodnego wyboru partnera życiowego. Powieść ma bardzo złożoną strukturę. Przyciąga licznych czytelników głębią i trafnością obserwacji społecznej i psychologicznej, mistrzostwem językowym, a także wielością możliwych interpretacji, w tym także alegorycznych.
Autor powieści, Cao Xueqin pochodził z rodu będącego w służbie pierwszych władców dynastii Qing, dlatego też wielu krytyków literackich uznaje jego książkę za powieść z kluczem zawierającą zawoalowany, krytyczny obraz dworu cesarskiego i historii postaci z kręgów dworskich. Przypuszcza się także, iż wiele wątków powieści ma charakter autobiograficzny.